# Ao Sucesso com A Patotinha
Ao Sucesso com A Patotinha é um álbum do grupo A Patotinha, lançado em 1980. Trata-se do quarto álbum de estúdio lançado pelo quarteto e foi arranjado por Hélio Santisteban. A canção de maior sucesso é uma versão de "Don't Push It, Don't Force It", que recebeu o nome de "Não Empurre, Não Force (Melo dos Patins)". Um compacto duplo foi lançado com quatro de suas canções, no mesmo ano.

## Produção e lançamento
Traz músicas brasileiras que eram sucessos de rádio naquela época e versões de canções de sucesso internacional.
A versão da música "Don't Push It Don't Stop It" de Leon Haywood (Top 20 nas paradas de sucesso dos Estados Unidos e Reino Unido) foi intitulada "Não empurre, Não force (Melô dos patins)", e escolhida como a primeira música de trabalho. Em entrevista concedida em 1980, seu produtor afirmou que ela continha os "elementos ideais para ser uma faixa de sucesso", o que de fato aconteceu. Na época em que foi lançada, a moda dos patins estava em voga e os compositores se valeram disso para a sua criação. As performances em programas de TV e em shows eram com as quatro integrantes fazendo coreografia utilizando patins.
Outra versão foi a da música "I Have a Dream" do grupo sueco ABBA, que virou "Eu Vou Sonhar (Anjos no Jardim)".
"Misha O Ursinho" foi lançada como música de trabalho e o compacto trazia a música "Moscou" como B-side.

## Recepção comercial
Obteve bom desempenho comercial, sendo mais um dos álbuns do grupo a vender cerca de 100 mil cópias no Brasil.

## Lista de faixas
- Créditos adaptados do encarte do LP Ao Sucesso com A Patotinha.[14]

Lado A
| N.º | Título                                                                    | Compositor(es)                              | Duração |  |
| 1.  | "Não Empurre, Não Force (Melô do Patins)" (Don't Push It, Don't Force It) | Leon Haywood Isabel Maletta                 | 3:06    |  |
| 2.  | "Abri a Porta"                                                            | Gilberto Gil Dominguinhos                   | 4:23    |  |
| 3.  | "Moscou" (Moskau)                                                         | Ralph Seigel Bernd Meinunger Isabel Maletta | 3:44    |  |
| 4.  | "Menino do Rio"                                                           | Caetano Veloso                              | 4:00    |  |
| 5.  | "Vejo um Barco Sobre o Rio" (I See A Boat On The River)                   | Ruloss Farian Winger Jay Isabel Maletta     | 3:02    |  |
| 6.  | "Quero Te Dar Amor" (Lead Me On)                                          | Allee Willis David Lasley Lilian Knapp      | 2:28    |  |
| 7.  | "Vovozinho, Diga-me"                                                      | E. Kishida T. Watanabe Marcelo Duran        | 2:16    |  |

Lado B
| N.º | Título                                                            | Compositor(es)                                                       | Duração |  |
| 1.  | "Alô! Alô! Marciano"                                              | Rita Lee Roberto de Carvalho                                         | 4:00    |  |
| 2.  | "D.I.S.C.O"                                                       | Daniel Vangarde Jean Kluger Isabel Maletta                           | 3:26    |  |
| 3.  | "Misha O Ursinho (Normarrina Misha)" (Sukidawa Misha)             | Yoko Agi Ryudo Uzaki Isabel Maletta                                  | 3:14    |  |
| 4.  | "Frevo Mulher"                                                    | Zé Ramalho                                                           | 3:44    |  |
| 5.  | "Vamos Dancar Reggae (Il Faut Danser Reggae)" (Giorno Per Giorno) | Cristiano Minellono Salvatore Cutugno Domenico Modugno Monique Perla | 3:32    |  |
| 6.  | "Eu Vou Sonhar (Anjos No Jardim)" (I Have A Dream)                | Benny Andersson Björn Ulvaeus João Plinta                            | 2:46    |  |
| 7.  | "Uma Estrella Vai Brilhar"                                        | Montevillas Dallaverde                                               | 2:52    |  |